# Topex
Topex este o companie producătoare de echipamente de telecomunicații din România.
A fost înființată în anul 1990 și este controlată de omul de afaceri Dan Adamescu.
Este singurul producător local de echipamente GSM și 3G pentru operatorii de telecomunicații.
Compania deține facilități de producție dar și un departament propriu de cercetare-dezvoltare, care este situat în apropierea Bucureștiului, în orașul Voluntari.
În anul 2010, Topex a fost preluată de compania germană Rhode & Schwartz.
Număr de angajați:
| An       | 2009 | 2008 | 2005 | 2004 |
| -------- | ---- | ---- | ---- | ---- |
| angajați | 130  | 150  | 125  | 110  |

Cifra de afaceri:
| An            | 2010 | 2009 | 2008 | 2007 | 2006 | 2005 | 2004 | 2003 |
| ------------- | ---- | ---- | ---- | ---- | ---- | ---- | ---- | ---- |
| milioane euro | 6,7  | 5,1  | 10   | 8    | 5    | 5    | 5,5  | 3    |